# Talasa (luna)
Tálasa (grško Θάλασσα: Talasa) je Neptunu drugi najbližji naravni satelit.

## Odkritje in imenovanje
Luno Talaso je odkrila  skupina Voyager imaging Team septembra leta 1989. Takrat je dobila začasno ime S/1989 N 5. Odkritje je bilo objavljeno 29. septembra. Ime je dobila 16. septembra 1991  po Talasi (hčerka Etra in Hemere) iz grške mitologije .

## Lastnosti
Luna Talasa ima zelo nepravilno obliko. Verjetno se od njenega nastanka njena oblika ni spremenjala z notranjimi geološkimi procesi. Izgleda kot, da je nastala z združevanjem delcev nekega Neptunovega satelita, ki je razpadel zaradi motenj, ki jih je povzročala luna Titan  kmalu potem, ko je bil ta zajet v tirnico z veliko izsrednostjo. 

Njena tirnica je malo pod sinhrono tirnico, zaradi tega se zaradi plimskih sil upočasnjuje in bo prišla v Neptunovo atmosfero.Možno je tudi, da bo razpadla v obroč, ko bo prešla Rocheevo mejo. Kmalu potem bodo njeni ostanki prišli na območje lune Despine.